# Verkehrssünder
Verkehrssünder oder Verkehrssünderin ist die umgangssprachliche Bezeichnung für einen Menschen, der gegen  Verkehrsregeln verstoßen hat. In der Amtssprache finden auch die Bezeichnungen Verkehrsdelinquent und Verkehrsdelinquentin für solch ein Vergehen Verwendung. Im Unterschied zu der Extremform des sogenannten Verkehrsrowdy resultiert das Fehlverhalten des Verkehrssünders meist weniger aus einem rüpelhaften Verkehrsumgang als aus Unachtsamkeit, Ablenkung oder Unkenntnis der Verkehrsregeln.

## Begriff
Die Verbindung des Wortes „Verkehr“ mit dem aus dem religiösen Bereich entlehnten Wort „Sünder“ charakterisiert im Verkehrsleben ein Entgleiten in das Unerlaubte, Verbotene, im profanen Bereich. Das sprachliche Umfeld stellt auch hier Bezüge her, etwa mit dem Ausdruck „Sündenfall“, „reuiger Verkehrssünder“, „Bußfertigkeit“ oder „Verkehrsbuße“. Im Unterschied zum Verkehrsrowdy kennzeichnet der Ausdruck Verkehrssünder jedoch keine Person, die grob undiszipliniert gegen Regeln verstößt. Es handelt sich in den meisten Fällen eher um eine Form des Vergehens, die auch auf eine Unachtsamkeit oder ein Versehen zurückgeführt werden kann, trotzdem aber als regelwidrig einzustufen ist. Der Ausdruck Verkehrssünder ist entsprechend nicht mit dem abschätzigen Makel des Anrüchigen, Charakterlosen verknüpft. Er findet bei vergleichbarem Fehlverhalten mit einer Geschlechtsdifferenzierung für Menschen beiderlei Geschlechts Anwendung. Unter dem übergeordneten Begriff „Verkehrssünder“ oder „Verkehrssünderin“ finden sich wiederum Begriffe, welche die  verantwortlichen Personen noch spezifischer etwa als „Parksünder/in“, „Ampelsünder/in“ oder „Temposünder/in“ etikettieren. Die richterliche Amtssprache verwendet neben dem Wort „Verkehrssünder“ auch den von dem Sachverhaltsbegriff „Verkehrsdelikt“ abgeleiteten Ausdruck „Verkehrsdelinquent“.

## Tendenzen zum Verkehrssünder
Manche Autoren malen ein Horrorszenario von der Regellosigkeit im modernen Verkehrsleben und sprechen sogar von einem „Krieg auf unseren Straßen“ und „Menschenopfern“. Teile der Bevölkerung beherrscht zudem noch bis in die Gegenwart die veraltete fatalistische Vorstellung „Kinder haben keine Bremse“,  „Kinder sind nun mal so“. „Kinder müssen unweigerlich verunglücken, weil sie von dem heutigen Verkehrsleben überfordert sind“. Sie werden daher mit Aufklebern versehen wie „Passt auf mich auf“, womit ihnen suggeriert wird „die Großen müssen meine Sicherheit gewährleisten“, oder sie werden im Elterntaxi zur Schule und zur Sportstätte gefahren. Der Verkehrswissenschaftler Siegbert A. Warwitz setzt dagegen: „Kinder haben sehr wohl Bremsen. Sie müssen nur lernen, sie zu gebrauchen“. „Kinder sind lernfähige und verantwortungsbereite Wesen, wenn man sie nur kindgerecht führt und sie frühzeitig Eigenverantwortung übernehmen lässt und lehrt.“ Der Pädagoge Roland Gorges fordert, dass die  öffentliche Verkehrserziehung bereits im Kindergarten beginnen muss. und die Lehramtsanwärterin M.A. Haller hat die Wirksamkeit solcher Erziehung in eigenen Versuchen verifiziert. „Kinder müssen keineswegs verunglücken. Sie  können sogar zur Vermeidung von Unfällen selbst beitragen“. konstatiert Warwitz als Ergebnis einer Analyse von Kinderverkehrsunfällen, bei denen Kinder zwar im Gesetzesverständnis nicht als „Schuldige“, aber als sogenannte „Hauptverursacher“ ihres Unfalls gelten. Er listet dazu eine Reihe von typischen „Denkhaltungen“ auf, die Kinder zu Verkehrssündern werden lassen: „Auf dem Zebrastreifen bin ich sicher, das Auto wird schon halten!“  „Die Erwachsenen müssen auf mich achten!“ „Die Ampel zeigt zwar rot, aber es kommt ja kein Auto!“ „Der Tunnel ist ein Umweg, die anderen queren ja auch hier die Straße!“
Aber auch bei Erwachsenen lassen sich Denkhaltungen ausmachen, die zum Verkehrssünder prädestinieren: „Als Fußgänger/Radfahrer bin ich anonym! Die Rotlichtsünde bleibt deshalb folgenlos!“ „Ich habe die Vorfahrt und bin im Recht!“ „Ich bin ein guter Fahrer und kann auch schon mal mehr Geschwindigkeit riskieren!“ Es fehlt auch nicht an Ratgebern, wie man als ertappter Verkehrssünder doch noch „den Kopf aus der Schlinge ziehen“ kann.
A. Krampe und St. Sachse gingen in einer Längsschnittstudie gezielt den Ursachen der relativ hohen Verkehrsdelinquenz Jugendlicher nach und registrierten dabei vor allem das Fahren in der Clique, ohne Führerschein und unter Alkoholeinfluss als die wesentlichen Risikofaktoren. Nach H.J. Heinzmann führen bei jüngeren Fahrern vor allem mangelnde Erfahrung und ein gewisses  „Draufgängertum“, bei älteren die abnehmenden körperlichen Fähigkeiten zu vermehrter Verkehrsdelinquenz.

## Rechtliche Auswirkungen
Verstöße gegen die kodifizierten Verkehrsregeln werden geahndet, soweit sie polizeilich erfasst sind. Sie können beim Verkehrssünder eine unterschiedliche Schwere des Vergehens erreichen und ein entsprechend unterschiedliches Strafmaß zur Folge haben:
Das seit 2014 vom Kraftfahrt-Bundesamt in Flensburg geführte deutsche Fahreignungsregister (FAER) speichert gemäß § 28 des Straßenverkehrsgesetzes Daten über Verkehrssünder, deren Delikt eine gewisse Bedeutung erreicht hat, etwa von einem Strafgericht als Straftat eingestuft ist bzw. wenn gegen den Betroffenen eine Geldbuße von mindestens 60 Euro festgesetzt oder ein Fahrverbot angeordnet wurde. Im Volksmund wird dieses Strafregister auch „Verkehrssünderkartei“ genannt.
Vergleichbar dem religiösen Ursprungsbereich des Begriffs, gewährt das Gesetz dem „reuigen Verkehrssünder“ nach Einsicht, Buße und Wohlverhalten die Unbescholtenheit durch Streichen der Punkte bzw. des Namens in der Verkehrssünderkartei auch wieder zurück.